# Oligopogon nigripennis
Oligopogon nigripennis là một loài ruồi trong họ Asilidae. Oligopogon nigripennis được Engel & Cuthbertson miêu tả năm 1937. Loài này phân bố ở vùng nhiệt đới châu Phi.